# Сохемос
Сохемос (вірм. Սոհեմոս) — цар Великої Вірменії (140/144-161 і повторно 164–185/186).

## Життєпис
У хронології Себеоса Санатрук був шостим аршакідським царем у Вірменії. Отримав трон від римського імператора Антоніна Пія після усунення від влади царя Вагарша I. Парфія вважала правління Сохемоса порушенням Рандейської угоди, й після смерті Антоніна Пія 161 року парфянські війська вторглись до Вірменії та, подолавши Сохемоса, звели на трон Бакура Аршакіда. Сам Сохемос утік з країни та знайшов притулок у Римі, де став сенатором.
Ці події спровокували нову Римсько-Парфянську війну, в результаті якої римські легіони на чолі зі Статіосом Пріскосом влітку 163 року вторглись до Вірменії, зруйнували її столицю Арташат і заарештували Бакура. Імператор Марк Аврелій (161–180) спробував проголосити Вірменію провінцією Риму, однак повстання вірменів на чолі з ішханом (князем) Трдатом змусило римлян відмовитись від своїх планів.
Та війна дорого коштувала Риму, оскільки переможна армія повернулась зі сходу хворою на чуму, яка досить швидко поширилась усією імперією. 164 року вірменський трон повернувся до Сохемоса, який замість зруйнованого Арташата столицею країни проголосив Вагаршапат.

## У культурі
Цар Вірменії Сохемос фігурує у фільмі Падіння Римської імперії (1964). Роль Сохемоса зіграв голлівудський актор єгипетського походження Омар Шариф.